# Štěstí na dosah
Štěstí na dosah (v anglickém originále The Pursuit of Happyness) je americký dramatický film natočený v roce 2006 ve velkoměstském prostředí. Režie se ujal Gabriele Muccino a scénáře Steven Conrad. Hlavní roli Gardnera ztvárnil Will Smith a jeho syna Christophera Jr. jeho vlastní syn Jaden Smith. Snímek měl premiéru ve Spojených státech amerických 15. prosince 2006. Za výkon ve filmu byl Will Smith nominován na Oscara a Zlatý glóbus.
Film je inspirován skutečným příběhem Chrise Gardnera. Je inspirován jeho knihou, která nese stejný název.

## Děj
Hlavními postavami filmu jsou pětiletý chlapec Christopher (Jaden Smith) a jeho otec Chris Gardner (Will Smith), které psychicky vyčerpaná matka opouští. Otec pracující jako podnikatel na volné noze už není schopen platit nájemné, proto je i se synem vyhozen na ulici. Tam jsou nuceni se postavit na vlastní nohy, bojují o přežití. Inteligentní Chris vsází vše na jednu kartu, pokouší se získat stálé pracovní místo u jedné prestižní firmy. I přes mnoho překážek se mu to nakonec daří a může se svým milovaným synem žít šťastně dál.

## Obsazení
- Will Smith jako Chris Gardner
- Jaden Smith jako Christopher Gardner
- Thandie Newton jako Linda Gardner
- Brian Howe jako Jay Twistle
- Dan Castellaneta jako Alan Frakesh
- James Karen jako Martin Frohm
- Kurt Fuller jako Walter Ribbon
- Takayo Fischer jako paní Chu

## Přijetí

### Tržby
Film vydělal 163,5 milionů dolarů v Severní Americe a 143,5 milionů dolarů v ostatních oblastech, celkově tak vydělal přes 307 milionů dolarů po celém světě. Rozpočet filmu činil 55 milionů dolarů. Za první promítací víkend se stal nejvýdělečnějším filmem s tržbou 26 milionů dolarů z 2 852 kin.

### Recenze
Film získal pozitivní recenze od kritiků. Na recenzní stránce Rotten Tomatoes získal z 171 započtených recenzí 67 procent. Na Česko-Slovenské filmové databázi si snímek drží 82 procent.

### Nominace a ocenění
| Ocenění                          | Kategorie                                                 | Nominovaný               | Výsledek  |
| -------------------------------- | --------------------------------------------------------- | ------------------------ | --------- |
| Oscar                            | Nejlepší mužský herecký výkon v hlavní roli               | Will Smith               | nominace  |
| BET Award                        | Nejlepší mužský herecký výkon v hlavní roli               | Will Smith               | nominace  |
| Black Reel Award                 | Nejlepší film – drama                                     | Štěstí na dosah          | nominace  |
| Black Reel Award                 | Nejlepší mužský herecký výkon v hlavní roli               | Will Smith               | nominace  |
| Black Reel Award                 | Objev roku                                                | Jaden Smith              | nominace  |
| Critics' Choice Movie Awards     | Nejlepší mužský herecký výkon v hlavní roli               | Will Smith               | nominace  |
| Critics' Choice Movie Awards     | Nejlepší mladý herec                                      | Jaden Smith              | nominace  |
| Capri Award                      | Nejlepší film – drama                                     | Štěstí na dosah          | vítězství |
| Chicago Film Critics Association | Nejlepší mužský herecký výkon v hlavní roli               | Will Smith               | nominace  |
| Donatellův David                 | Nejlepší cizojazyčný film                                 | Štěstí na dosah          | nominace  |
| Zlatý glóbus                     | Nejlepší mužský herecký výkon v hlavní roli – drama       | Will Smith               | nominace  |
| Zlatý glóbus                     | Nejlepší filmová skladba                                  | Seal                     | nominace  |
| Filmová cena MTV                 | Nejlepší mužský herecký výkon v hlavní roli               | Will Smith               | nominace  |
| Filmová cena MTV                 | Objev roku                                                | Jaden Smith              | vítězství |
| NAACP Image Award                | Nejlepší film                                             | Štěstí na dosah          | vítězství |
| NAACP Image Award                | Nejlepší mužský herecký výkon v hlavní roli               | Will Smith               | nominace  |
| NAACP Image Award                | Nejlepší mužský herecký výkon ve vedlejší roli            | Jaden Smith              | nominace  |
| NAACP Image Award                | Nejlepší ženský herecký výkon ve vedlejší roli            | Thandie Newton           | nominace  |
| Nastro d'Argento                 | Nejlepší hudba                                            | Andrea Guerra            | nominace  |
| Phoenix Film Critics Society     | Nejlepší mladý herec                                      | Jaden Smith              | vítězství |
| Screen Actors Guild Award        | Nejlepší mužský herecký výkon v hlavní roli               | Will Smith               | nominace  |
| Teen Choice Award                | Nejlepší film – drama                                     | Štěstí na dosah          | vítězství |
| Teen Choice Award                | Nejlepší chemie                                           | Will Smith               | vítězství |
| Teen Choice Award                | Nejlepší chemie                                           | Jaden Smith              | vítězství |
| Teen Choice Award                | Objev roku – muž                                          | Jaden Smith              | vítězství |
| Young Artist Awards              | Ocenění Jackie Coogan za příspěvek prostřednictvím filmu: | Will Smith a Jaden Smith | vítězství |